# Analogrechner

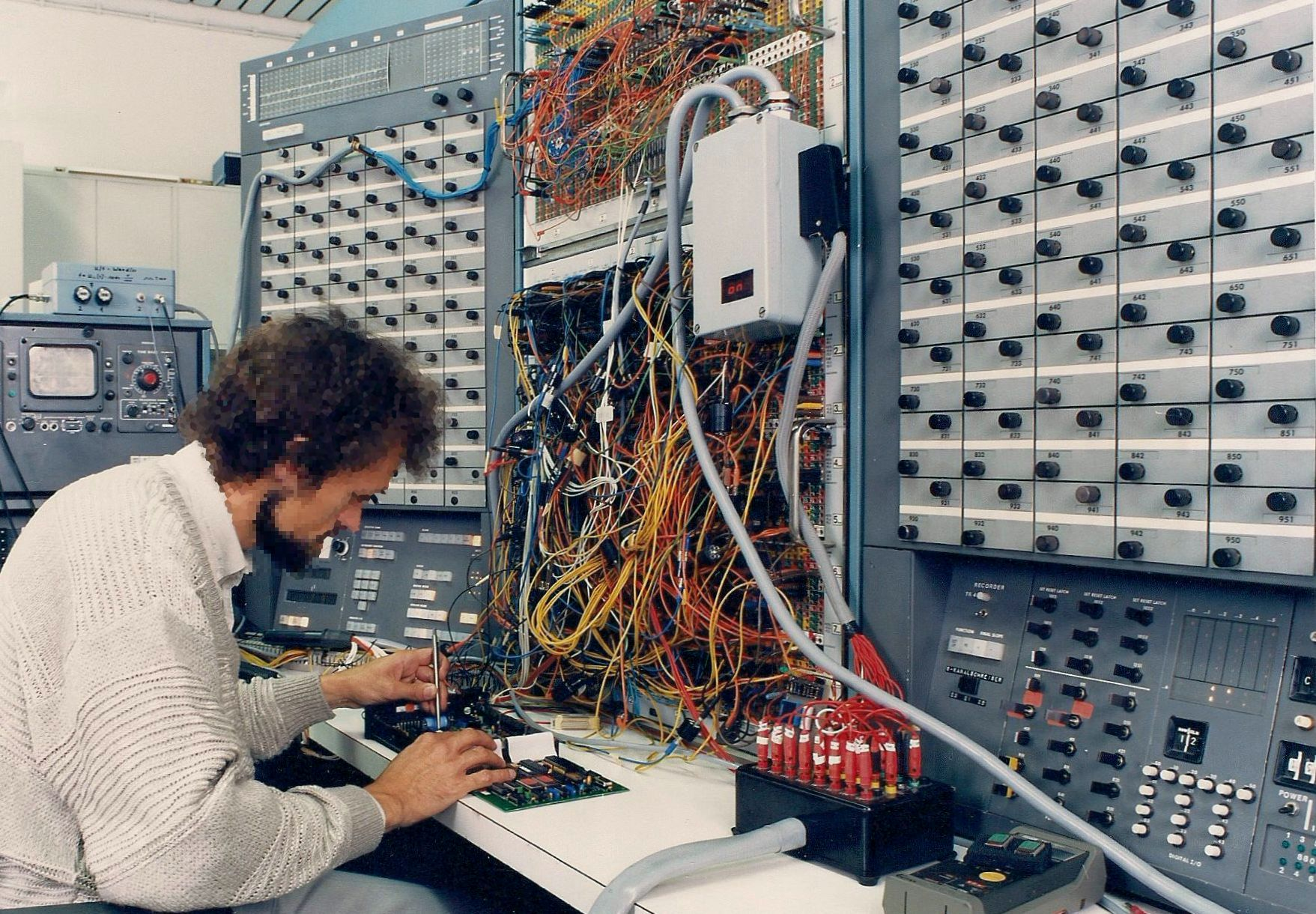
Simulation des Antriebsstrangs eines Ackerschleppers mit Hybridrechner EAI-8800 und Hardware-in-the-Loop (1987)

Analogrechner sind Rechengeräte oder Rechenmaschinen, mit denen Berechnungen mit Hilfe von meist kontinuierlichen mechanischen oder elektrischen Vorgängen durchgeführt werden. Sie unterscheiden sich von Digitalrechnern dadurch, dass keine Stücke oder Ereignisse gezählt werden und sowohl die Rechenwerte als auch der Zeitverlauf kontinuierlich abgebildet werden. Das Analogrechnen basiert zumeist auf der Verarbeitung und Messung physikalischer Größen, wobei meistens das Messergebnis dem Ergebnis der Rechnung entspricht. Beim Rechenschieber, einem einfachen mechanischen Analogrechner, werden Zahlen als stetig auswählbare Längen repräsentiert und die Multiplikation bzw. Division von Zahlen auf eine logarithmische Addition bzw. Subtraktion abgebildet. Im Gegensatz dazu nutzt das digitale Rechnen direkt Zahlen als b.z.w. diskret definierter mathematischer Werte, welche abstrakt z. B. als Schaltzustände und eben nicht als messbare physikalische Größe vorliegen.
Bei Analogrechnern wird die Eigenschaft ausgenutzt, dass es in einem bestimmten Gültigkeitsbereich einen Zusammenhang zwischen dem Verhalten von Original und Modell gibt („Analogieprinzip“). Man kann mit dem Modell (Altgriechichisch „Analogon“) das Verhalten des Originals simulieren, weil sich Original und Modell in dem Bereich, der von Interesse ist, ähnlich (lat. „simul“) verhalten, b.z.w. mathematisch einander entsprechen. Analogrechner wurden anfangs für spezifische technische Zusammenhänge verwendet, beispielsweise zur Berechnung von Regelvorgängen mit Hilfe von pneumatischen oder elektrischen Ersatzschaltungen, die das dynamische Verhalten nachahmten. Ein anderes Beispiel war die mechanisch arbeitende Gezeitenrechenmaschine. Ab den 1940er Jahren wurden Analogrechner mit Operationsverstärkern, zuerst auf Basis von Elektronenröhren und später mit Transistoren gebaut und für allgemeine Problemlösungen standardisiert. Elektronische Analogrechner können für Spezialeinsatzgebiete auch rein passiv ohne aktive Bauelemente konstruiert werden. Außerdem gibt es sowohl direkte als auch indirekte Analogien.

## Vergleich zu Digitalrechnern
Analogrechner rechnen nicht wie Digitalrechner auf der Grundlage eines Algorithmus, sondern mit Hilfe eines zur Problemstellung analogen Modells (Analogon). Zum Beispiel in Form von geometrischen Längen, Winkeln, Wasserständen (Wasserintegrator), elektrischen Spannungen, elektrischen Strömen, oder Rechenelementen (digital in einem DDA) welche miteinander verbunden werden. Die Beschreibung der Gleichungen erfolgt bei einem klassischen, elektronischen Analogrechner durch die Verbindung spezialisierter Rechenelemente untereinander, u. a. z. B. Potentiometer mit denen Parameter eingestellt und während der laufenden Rechnung verändert werden können, bei einem Digitalrechner durch die Software.
Beim Analogrechner bildet allein diese Verbindung der Rechenelemente (also quasi allein die Hardware) ein Abbild der entsprechenden mathematischen Gleichungen und Zusammenhänge, während dieselben Gleichungen beim Digitalrechner als Algorithmus ausgeführt werden. Im Gegensatz zu klassischen Digitalrechnern benötigen Analogrechner daher auch keinen Speicher. 
Ein häufiges Problem stellt die Begrifflichkeit dar. Häufig versteht man unter einem Analogrechner eine Rechenmaschine, welche kontinuierliche Spannungen nutzt, um Werte darzustellen, was auch dadurch bestärkt wird, dass die meisten Analogrechner auf Analogtechnik basierten. Tatsache ist jedoch dass de Analogrechnern sich vor allem dadurch auszeichnet dass er eine Analogie zur Problemlösung nutzt, unabhängig davon ob z. B. die Rechenlemente digital oder analog arbeiten. Während es z. B. bei der digitalen Dartsellung von Werten, keinen direkten Zusammenhang zwischen den internen Rechenvorgängen und dargestellten Systemen gibt (Abstraktion), erfolgt die Berechnung mit analogen Rechenelementen tatsächlich durch analoge Größen. Nutzt man z. B. bei analogelektronischer Impementation die Stromstärke als Entsprechung der Geschwindigkeit, entspricht die Größe der elektrischen Ladung, nach einer bestimmten Zeit, der zurückgelegten Strecke. Allerdings sind solche Rechnungen meist nur mit Hilfe von Operationsverstärkern realisierbar, da das Signal entsprechend in eine Integralkurve umgeformt werden muss. Diese Entsprechung der beiden unterschiedlichen physikalischen Größen ist die Analogie (das zugrunde gelegte Modell, welches die Grundlage jeder Berechnung auf mit analogelektronischen Rechenelementen bildet), das Ergebnis wird als Messwert ausgegeben z. B. beim elektronischen Analogcomputer als elektrische Spannung, bei einem Rechenschieber z. B. als Länge. Im Gegensatz dazu arbeiten Analogrechner mit digitalen Rechenelementen (auch als paralleler DDA bezeichnet) mit binärer Zahlendarstellung. Sie benötigen daher auch in jedem Rechenlement ein enstrpechendes Rechenverfahren. Besonders die Integration ist hier deutlich schwerer auszuführen da ein geeignetes numerisches Verfahren implementiert werden muss. Außerdem haben sie aufgrund der hohen Taktfrequenzen eine höhere Leistungsaufnahme. Andererseits haben solche Rechner auch viele Vorteile wie z. B. höhere Präzision, bessere Kopplung mit speicherprogrammierten Digitalrechnern, Miniaturisierbarkeit (z. B. auf FPGAs) und vor allem frei wählbare Integrationsvariablen, während mit Analogelektronik, ohne weiteres, nur nach der Zeit integriert werden kann. Allen Analogrechenmaschinen aber ist gemein, dass sie ihre Berechnungen nicht auf der Basis von Algorithmen ausführen, sondern eine Analogie zum zu behandelnden Problem nutzen. Dadurch, dass alle einzelnen Rechnelemente spezialisiert und somit in ihrer Funktion festgelegt sind und zudem fortwährend arbeiten, ohne auf eine Programmanweisung warten zu müssen und dass das Gesamtprogramm als Verbindungsstruktur und nicht als aus einem Speicher zu lesende Abfolge von Anweisungen vorliegt, ist die Lösungszeit, also die Zeit vom Beginn der Rechnung bis zum vorligen der Lösung, vollkommen unabhängig von der Poblemkomplexität. Lediglich die Maschinenkomplexität, also die Anzahl der Rechenlemente und die sie verbindenden Verbinundgslemente nimmt zu. Die wird vermehrt von großen Firmen als Lösung für Probleme im High Performance Computing gesehen.
Der große Vorteil von Analogrechnern ist ihre Echtzeitfähigkeit sowie ihre prinzipbedingt hohe Ausführungsparallelität, bei Analogelektronik bis in den Frequenzbereich von 20 kHz. Dies führt zu, im Vergleich zu algorithmisch programmierten Maschinen bei gleicher Leistungsaufnahme, sehr hohen Rechenleistungen, welche jedoch klassisch meist mit sehr begrenzter Rechengenauigkeit, deren Maschinenfehler im besten Fall bei ca. 0,01 Prozent liegt, auskommen müssen. Die begrenzte Genauigkeit klassischer Analogrechner liegt vor allem an den Eigenschaften der Analogelektronik. Rauschen und Drift lassen sich zwar, mit enstrpechenden Aufwand, fast beliebig verringern aber nicht komplett beseitigen und die Messtechnik ist naturgemäß in ihrer Messgenauigkeit beschränkt. Außerdem muss jede Gleichung so skaliert werden, dass sie Amplituden- und Breitbandmäßig zum Rechner passt. Solche Nachteile werden jedoch in digitalelektronische Analogrechner (Digital Differential Analyzers) vermieden.

## Geschichte der Analogrechner

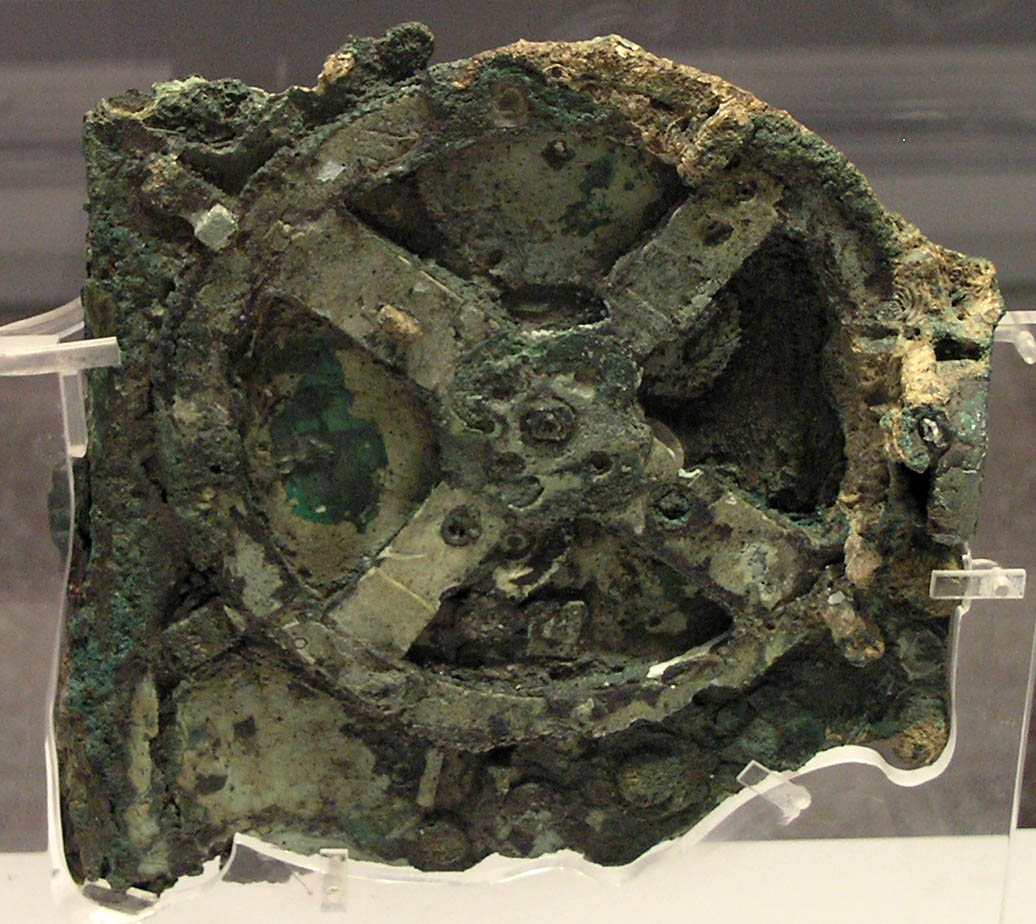
Mechanismus von Antikythera

Bekannte alte Beispiele für Analogrechner sind die verschiedenen Arten von Rechenschiebern und mechanischen Planimetern, die seit dem 19. Jahrhundert weit verbreitet waren, bis sie in den 1970er und 1980er Jahren durch digitale elektronische Geräte abgelöst wurden. Weit verbreitet waren auch Proportionalwinkel, Reduktionszirkel und (fürs Zeichnen) Pantografen und Koordinatografen. Rechenschieber gab es vor allem in den Formen Rechenstab, Rechenscheibe, Rechenwalze und Rechenuhr.
Das älteste bekannte Gerät mit einer analogen Arbeitsweise ist der Mechanismus von Antikythera, der auf ungefähr 150 v. Chr. datiert wird. Mit ihm konnten Mond- und Sonnenfinsternisse sowie die Olympiaden ermittelt werden. Der Mechanismus von Antikythera stellte lediglich feste, vorfaktorisierte Beziehungen zwischen mehreren zeitlich periodisch veränderlichen Größen dar, es wurde somit nicht im eigentlichen Sinn gerechnet.
Zur Berechnung von Gezeiten wurden mechanische Analogrechner eingesetzt, wie man sie im Deutschen Schifffahrtsmuseum in Bremerhaven oder in Wilhelmshaven sehen kann. Mechanische Getriebe dienten als Integratoren, die über Seilrollengetriebe miteinander gekoppelt wurden, um den Einfluss des Mondes, der Sonne und der Erdrotation sowie einiger weitere Parameter nachzubilden.
1919 war Vannevar Bush als Wissenschaftler am MIT beschäftigt, ab 1923 als Professor für Elektrotechnik. Dort entwickelte er zwischen 1923 und 1927 einen Analogrechner zum Lösen von Differentialgleichungen, den Product Integraph. Der Differential Analyzer war ein elektromechanischer Analogrechner, der gleichzeitig mehrere Differentialgleichungen integrieren konnte. Die Ausgabe erfolgte mittels automatisch gedruckter Schaubilder. Er wurde in den Jahren 1928 bis 1932 am Massachusetts Institute of Technology (MIT) unter der Leitung von Vannevar Bush und H. L. Hazen entwickelt.
Der Wasserintegrator wurde 1936 in der Sowjetunion gebaut. Mittels eines komplexen Netzwerkes aus Röhren und Wasserbehältern konnten analoge dynamische Berechnungen durchgeführt werden.
Im Zweiten Weltkrieg arbeitete Sergei Alexejewitsch Lebedew an automatischen Steuerungen für komplexe Systeme. Seine Gruppe entwickelte eine Zieleinrichtung für Panzer und ein Navigationssystem für Raketen. Hierfür entwickelte er bis 1945 einen Analogrechner zum Lösen von Differentialgleichungen. Gleichzeitig entwickelte Hendrik Wade Bode in den USA eine rückgekoppelte automatische Steuerung für Flugabwehrkanonen (Director T-10) auf Basis von Radardaten.
Der deutsche Ingenieur Helmut Hölzer (1912–1996) leitete an der Heeresversuchsanstalt Peenemünde eine Arbeitsgruppe, die einen zur Tarnung Mischgerät genannten elektronischen Analogrechner entwickelte. Als eines der ersten Trägheitsnavigationssysteme diente es in der ballistischen Rakete A4, von der NS-Propaganda „Vergeltungswaffe 2“ – V2 genannt, zur Stabilisierung und Lenkung der Flugbahn. Das mit Elektronenröhren bestückte Gerät integrierte fortlaufend die von den beiden bordeigenen Kreiselinstrumenten ermittelten Beschleunigungen und Richtungen hin zu Entfernungen und Winkeln. Entsprechend der vorgegebenen Flugbahn wurden so die Strahl- und Luftruder sowie der Brennschluss der Rakete gesteuert.
Johannes Hoch (1913–1950) war ein Maschinenbauingenieur, der das Mischgerät nach der Aktion Ossawakim in der Sowjetunion weiterentwickelte und darüber hinaus einen Rechner für das Bahnmodell erstellte, mit dem die Bahnkurve einer Rakete unter Berücksichtigung der variablen Koeffizienten berechnet werden konnte. Zusammen mit dem Mischgerät ermöglichte es die Simulation des Steuerungssystems inkl. der Rudermaschinen vor dem Start.

### Krise

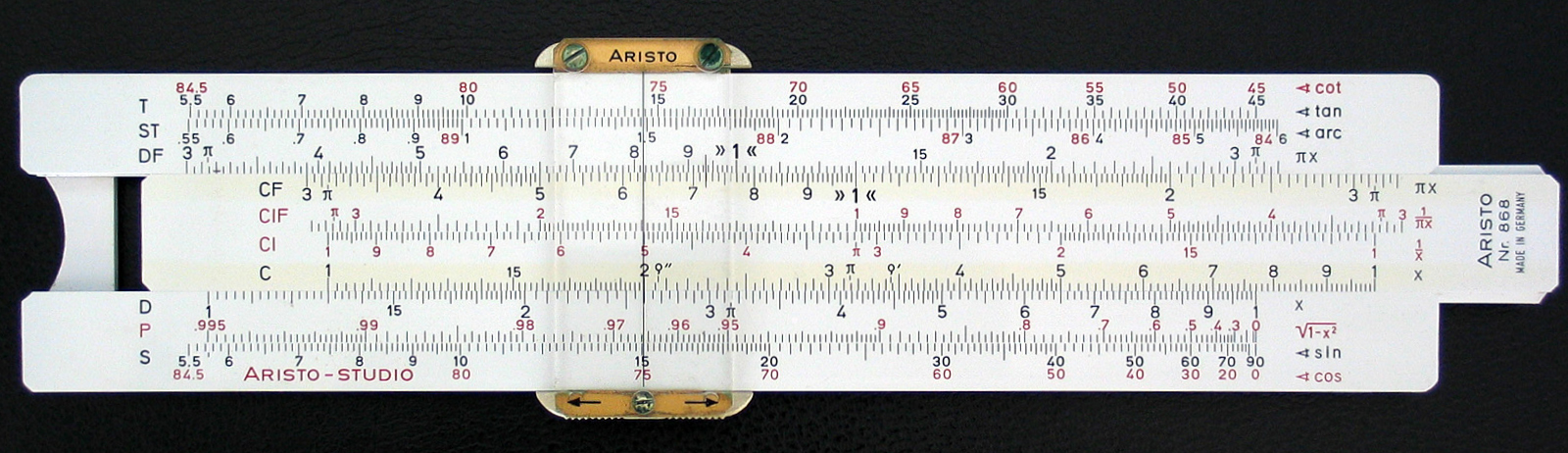
Ein Analogrechner: der Rechenschieber

Analogrechner wurden ab Mitte der 1980er Jahre zunehmend durch Digitalrechner verdrängt. In einer Übergangszeit gab es Hybridrechner mit einer Kombination von Analog- und Digitalrechner. Beim Analogrechner besteht die Gefahr, dass die Ergebnisse wegen eines Fehlers in der Verkabelung – zum Beispiel durch einen herausgerutschten Stecker – oder einer fehlerhaften Komponente inkorrekt sind, wobei insbesondere der „Programmwechsel“ mit Risiken verbunden ist. Nur bei Hardware-in-the-Loop-Simulationen, wo Echtzeit gefordert war, hielt er sich noch eine Weile. Letztlich waren es die Gesamtkosten und die Flexibilität, die dem Digitalrechner Vorteile verschafften.

### Renaissance der Analogrechner

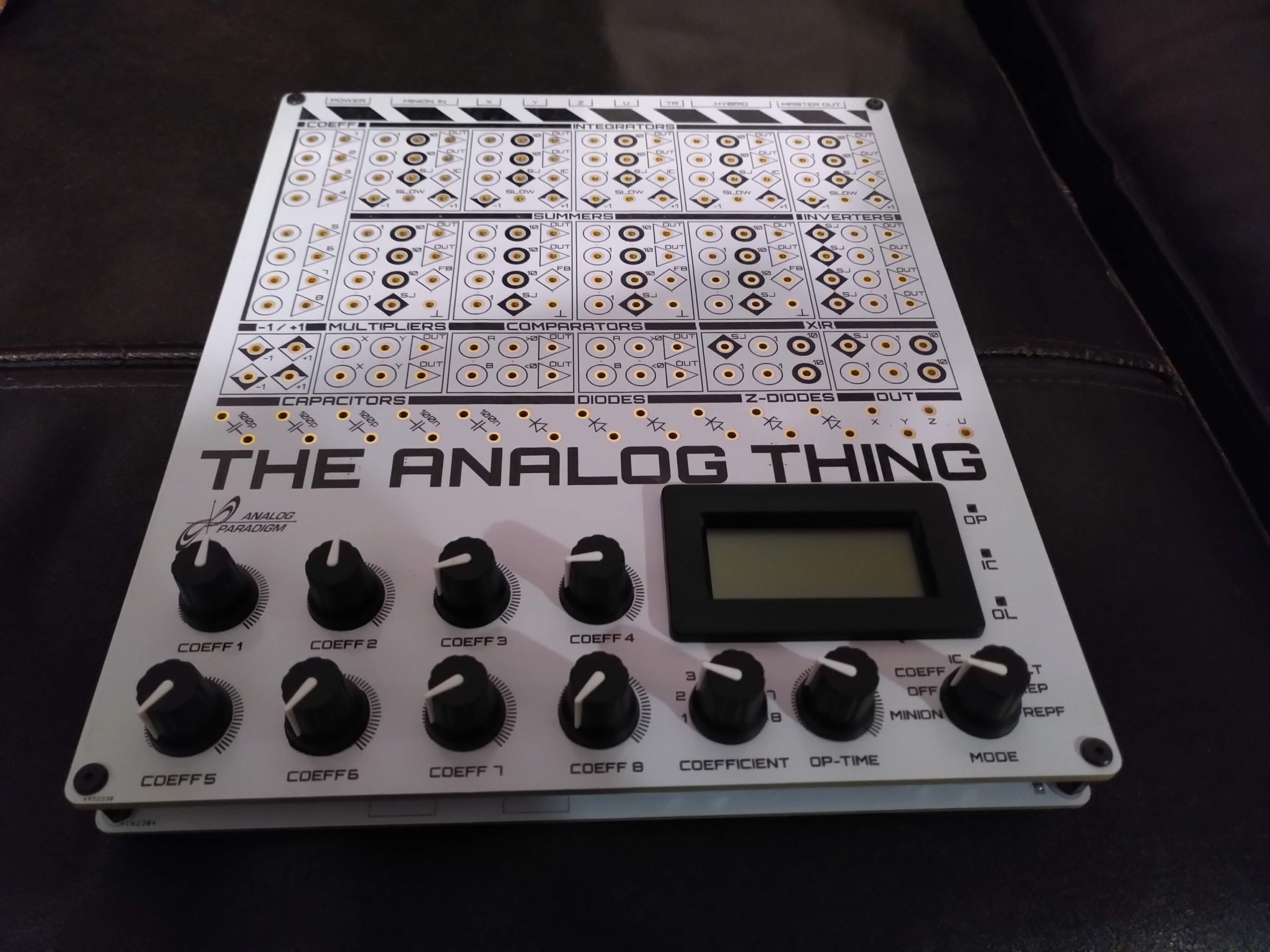
Moderner Analogrechner: THE ANALOG THING

Seit Beginn des 21. Jahrhunderts erleben Analogrechner ein Comeback.
Mit der Entwicklung der VLSI-Technologie hat die Gruppe um Yannis Tsividis an der Columbia University analoge und hybride Rechenschaltungen in einem Standard-CMOS-Prozess reimplementiert. Zwei VLSI-Chips wurden entwickelt und in einem Analogrechner von Glenn Cowan in 2005 und, im Jahre 2015, einem Hybridrechner von Ning Guo implementiert. Beide Rechner sind für die energieeffiziente Berechnung von gewöhnlichen und partiellen Differentialgleichungen ausgelegt. Der von Glenn Cowan eingesetzte Chip enthält 16 Makros mit 25 analogen Rechenblöcken, darunter Integratoren, Multiplikatoren, Verzweigungen und nichtlineare Schaltungen. Der Chip von Ning Guo enthält ein Makro mit 26 Rechenblöchen, die Integratoren, Multiplikatoren, Verzweigungen, Analog-Digital-Wandler (ADC), SRAM und Digital-Analog-Wandler (DAC) entalten. Die ADC-SRAM-DAC-Kette erlaubt die Berechnung beliebiger nichtlineare Funktionen, wobei die Daten der nichtlinearen Funktion im RAM gespeichert werden. Experimentell konnte gezeigt werden, dass in Energieeffizienz und Ausführungszeit die VLSI-Analog-/Hybrid-Rechner Vorteile in ein bis zwei Größenordnungen gegenüber Digitalrechnern besitzen. Im Jahre 2016 entwickelte eine Forschungsgruppe einen Compiler, der Differentialgleichungen mit analogen Schaltungen lösen kann.
Analogrechner werden auch für Neuromorphic Engineering eingesetzt und im Jahre 2021 konnte eine Forschungsgruppe zeigen, dass ein spezifischer Typ neuronaler Netze (gepulste neuronale Netze) mit analogen neuromorphen Rechnern eingesetzt werden kann.
Im Jahre 2021 begann die Firma anabrid GmbH mit der Produktion des Analogrechners THE ANALOG THING (abgekürzt THAT), eines kleinen kostengünstigen Analogrechners für Zwecke der Forschung und Lehre. Die Firma entwickelt auch analoge Großrechner und Hybridsysteme.

## Elektronische Analogrechner
Elektronische Analogrechner wurden in den Jahren zwischen 1950 und 1980 zur standardisierten Lösung von linearen und nichtlinearen Differentialgleichungen entwickelt und standardisiert. Elektronische Analogrechner waren technisch nutzbar zum Beispiel zur Simulation von Flugbahnen von Artilleriegeschossen und Bomben, zur Untersuchung von Fragestellungen in der Reaktorphysik, in der Luft- und Raumfahrttechnik, jedoch auch in der Mathematik, der Simulation von Prozessen, bei der Optimierung.
Hauptelement eines herkömmlichen elektronischen Analogrechners ist der Operationsverstärker, der als Grundlage für folgende aktive Grundelemente dient:
- Summierer/Addierer (mit mehreren Eingängen)
- Integrierer (mit der Möglichkeit zum vorübergehenden Anhalten der Integration)
- Multiplizierer
- Koeffizientenglieder (z. B. Potentiometer)

Durch Koeffizientenpotentiometer, die als Spannungsteiler eingesetzt werden, werden variable Koeffizienten eingestellt. Mit Summierern (oder auch Addierer) können Zahlen addiert werden b.z.w. beliebig viele Werte mit und ohne Gewichtung summiert werden. Mit Multiplizierern können zwei Zahlen multipliziert werden. Wird der Multiplizierer in die Rückkopplung eines freien Operationsverstärkers gesetzt entsteht ein Dividierer mit dem sich eine einfache Division ausführen lässt. Durch entsprechende Konfiguration kann damit auch quadriert, kubiert oder radiziert werden. Mit Funktionsgeneratoren auf der Basis von Diodennetzwerken können beliebige Funktionen eingestellt werden. Darüber hinaus wurden im Lauf der Jahre eine Vielzahl spezialisierter Zusatzgeräte entwickelt. Zu diesen zählen Resolver zur Umwandlung zwischen kartesischen Koordinaten und Polarkoordinaten, Laufzeitverzögerungsglieder zur Simulation von Signallaufzeiten, Rauschgeneratoren für die Erzeugung stochastischer Signale, und viele mehr. Komparatoren werden als einfache Entscheidungsglieder für komplexere Berechnungen angewandt (Beispiel: Ball berührt Boden oder Wand und wechselt die Richtung).
Anders als die meisten Digitalrechner besitzen Analogrechner in der Regel keinen Speicher, welcher einen Programmablauf b.z.w. Algorithmus bereithält (Speicherprogrammierung). Stattdessen sind analogelektronische Computer „verbindungsprogrammiert“, das bedeutet sie werden durch die Verbindung der erforderlichen Rechenlemente der entsprechenden mathematischen Gleichungen nach so verdrahtet, dass sie quasi ein Modell der Gleichungen darstellen und die daraus resultierende Schaltung die entsprechenden mathematischen Zusammenhänge exakt nachbildet. Hiermit werden die gewünschten Rechenoperationen ausgeführt und so das zu untersuchende System simuliert. Möchte man zum Beispiel den Weg aus der Beschleunigung errechnen, so muss zuerst die Beschleunigung, als zweite Ableitung der Position nach der Zeit, aufgelöst werden um die Geschwindigkeit zu erhalten und im nächsten Schritt wird diese integriert, um die Position zu erhalten. Da die Integration die Umkehroperation der Differentiation ist und zwei Ableitungen vorhanden sind, muss die Beschleunigung hier zwei Mal integriert werden. Dafür wird der Wert der Beschleunigung (welcher hier als Spannung vorliegt) über die Verdrahtung durch zwei Integrierer geführt damit am Ende die Position als Spannungsverlauf auf einem Oszilloskop dargestellt werden kann. Diese Vorgehensweise erfordert, anders als bei einem Speicherprogrammierten Digitalrechner, nicht die Kenntnis einer Programmiersprache, oder Speicherzuweisungen, sondern der erforderlichen Schaltungstopologie durch welche die mathematischen Gleichungen dargestellt b.z.w. ausgeführt werden. Sollen mehrere Rechenoperationen durchgeführt werden, z. B. Addition und Integration, so werden diese nicht Schritt für Schritt nacheinander, sondern parallel in Echtzeit ausgeführt. Anders als bei Digitalrechnern wird das Ergebnis nicht als virtuelle oder symbolische Darstellung nach einer Reihe einzelner Rechenschritte ausgegeben, sondern als Messwert in Form eines analogen Signals ausgelesen, welches quasi in Echtzeit verfügbar ist, ähnlich wie es bei Quantencomputern der Fall ist. Das führt zu sehr hohen Rechenleistungen mit einer jedoch in der Regel auf maximal vier Stellen hinter dem Komma begrenzten Genauigkeit, was aber für die meisten praktischen Anwendungen ausreicht. Werden mehr Rechenelemente benötigt, als der Analogrechner zur Verfügung hat, kann die Aufgabe nicht gelöst werden, da bei Analogrechnern kein Tausch zwischen Komplexität und Zeit möglich ist. Um das Problem zu lösen, muss der Rechner vergrößert werden. Dazu verbindet man meist einfach mehrere Analogrechner zu einem größeren Rechner, welcher dann, praktisch ohne Verlust der üblichen Parallelität, das gewünschte Ergebnis in sehr kurzer Rechenzeit liefert. Der Analogrechner muss also prinzipiell mit steigender Komplexität größer werden, b.z.w. eine größere Anzahl an Rechenlementen aufweisen. Da er nicht Algorithmisch arbeitet benötigt man bei komplexen Aufgaben mit mehr als einer Variablen mitunter sehr viele Rechenelemente.
Zur Darstellung der Ergebnisse einer Rechnung werden meist Oszilloskope beziehungsweise Linienschreiber oder Voltmeter verwendet. Hierbei kommt die Möglichkeit eines Analogrechners, Rechnungen durch Zeitskalierung zwanglos schneller beziehungsweise langsamer als in der Realität ablaufen zu lassen, zum Tragen. Beispielsweise ist es möglich, die Simulation eines einfachen Ökosystems mit extrem gesteigerter Geschwindigkeit ablaufen zu lassen, während andere Vorgänge, die in der Realität zu schnell für eine direkte Untersuchung ablaufen (reaktionskinetische Fragen in der Chemie), entsprechend verlangsamt untersucht werden können. Durch (manuelles) Verstellen von Koeffizientenparametern kann auf einfache Weise das Ergebnis interaktiv variiert oder optimiert werden.
Neben der eingeschränkten Rechengenauigkeit besteht bei elektronischen Analogrechnern das zusätzliche Problem eines auf eine Maschineneinheit eingeschränkten Wertebereiches. Bei Verwendung von Elektronenröhren betrug die Maschineneinheit meist 100 V, während, von wenigen Ausnahmen abgesehen, transistorisierte Analogrechner meist mit 10 V als Maschineneinheit arbeiteten. Überschreitungen dieses Wertebereiches im Verlauf einer Rechnung führten zu einer Übersteuerung und lösten einen Alarm des Rechners aus. Die Differentialgleichungen müssen durch eine geeignete Skalierung dergestalt modifiziert werden, dass es bei ihrer Lösung zum einen zu keiner Übersteuerung, zum anderen jedoch zu einer stets möglichst guten Ausnutzung des Wertebereiches von +/−1 Maschineneinheit kommt, um Rechenfehler gering zu halten. In dieser Hinsicht kann ein elektronischer Analogrechner mit gewissem Recht mit einem digitalen Festkommasystem verglichen werden, das über ähnliche Einschränkungen hinsichtlich des Wertebereiches verfügt. Mit vertretbarem Aufwand war in den 1970er Jahren mit transistorbasierten Analogrechnern eine Genauigkeit von 4 Dezimalstellen erreichbar. In den meisten Fällen war dies mehr als ausreichend, da die Parameter des simulierten Modells nur wesentlich ungenauer bestimmt werden konnten.
Die meisten kommerziell verfügbaren Analogrechner besaßen ein zentrales Buchsenfeld (Patchfeld), auf dem mit Hilfe von Steckverbindungen (bei Präzisionsrechnern wurden abgeschirmte Leitungen verwendet) die jeweiligen Rechenschaltungen zur Lösung einer Fragestellung aufgebaut wurden. Ein Wechsel von einer Schaltung zur nächsten erforderte das Austauschen eines Schaltbretts (mit dem Buchsenfeld) sowie eine entsprechende Einstellung der Koeffizientenpotentiometer, so dass ein vergleichsweise schneller Wechsel zwischen Problemen möglich war.

Beispiele von Analogrechnersystemen
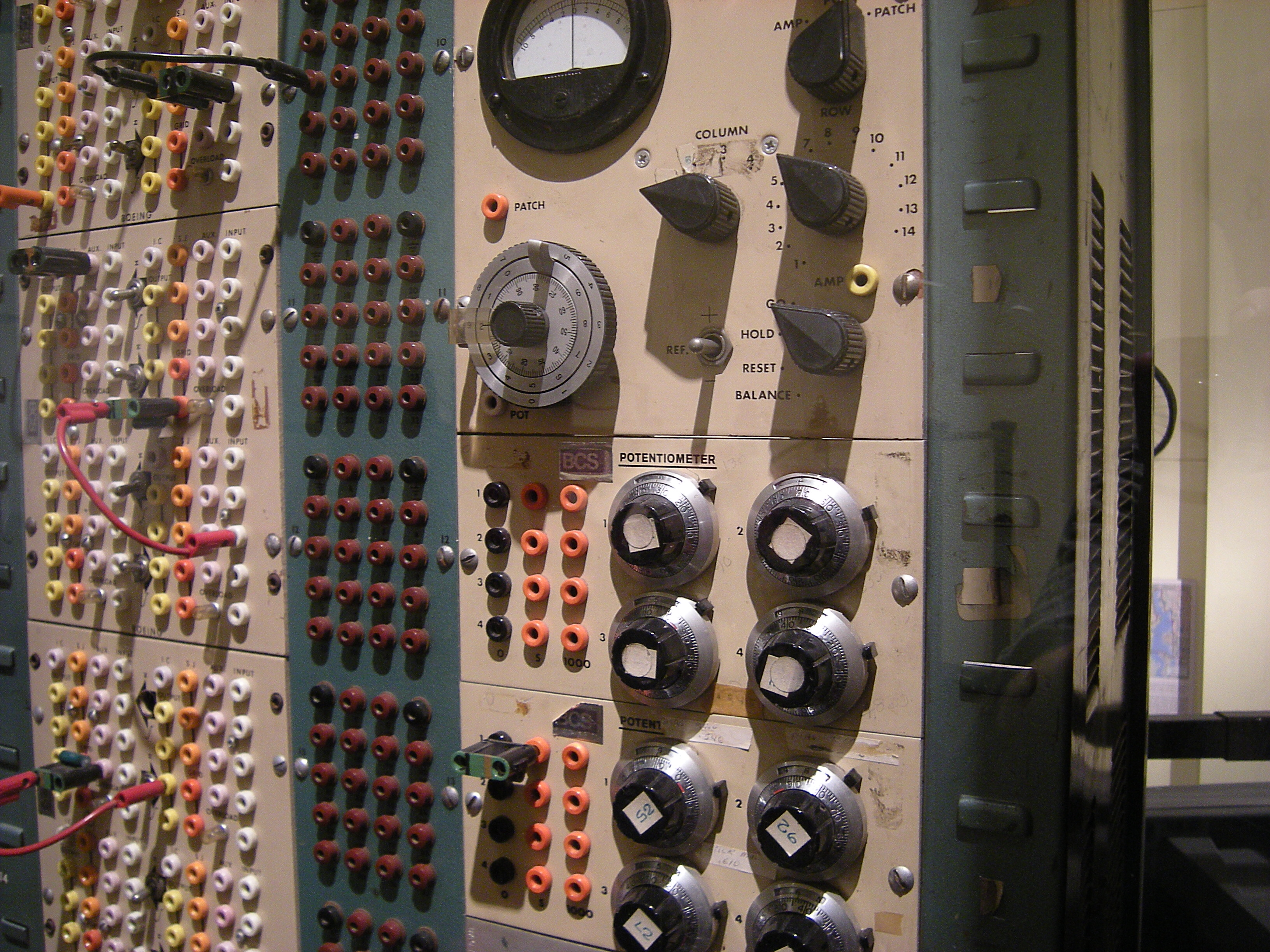
Analogrechner-Programmierung per Steckfeld und Potentiometer (Boeing, 1953)
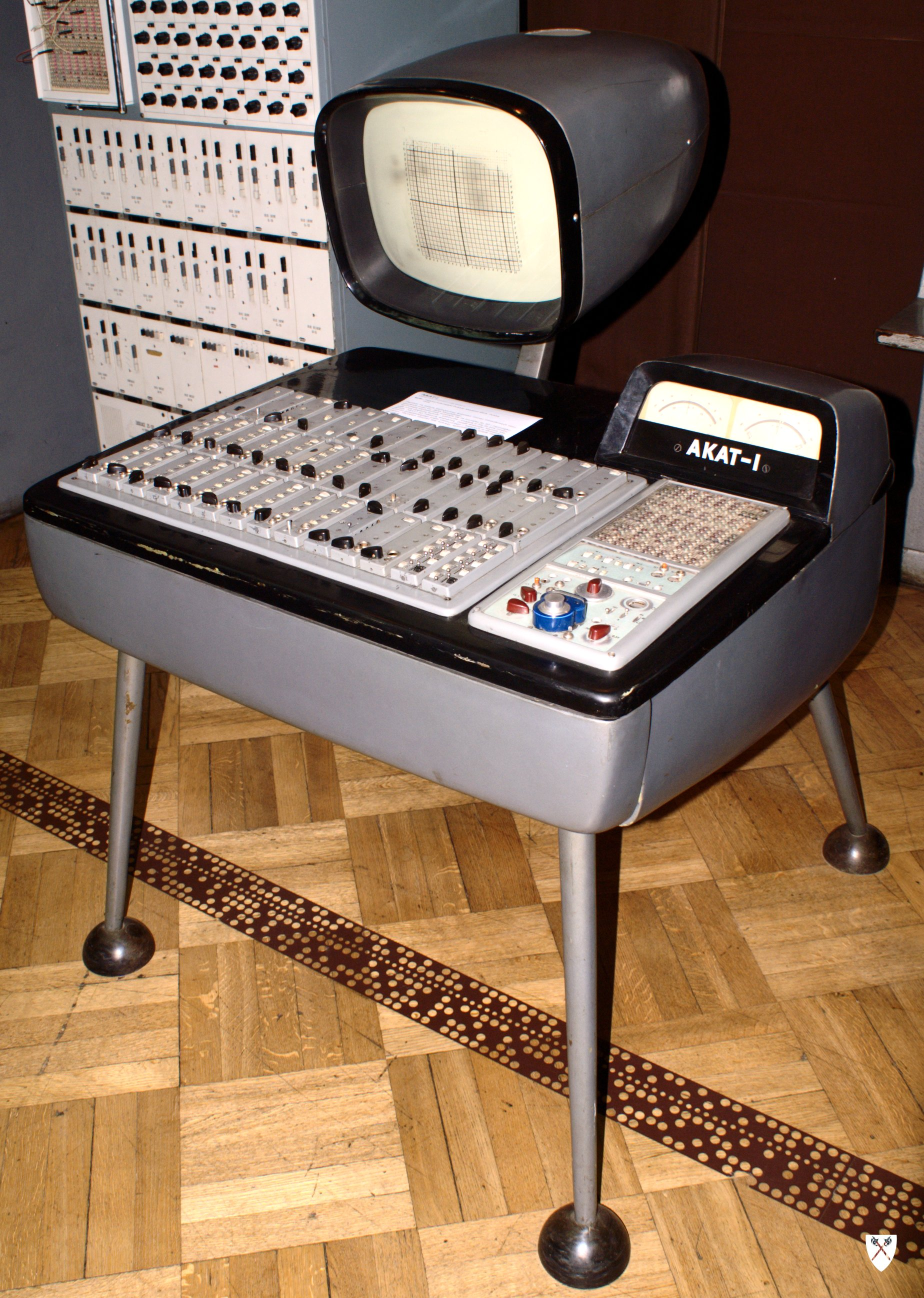
Elektronischer Analogrechner AKAT-1 von Jacek Karpiński in Polen (1959)
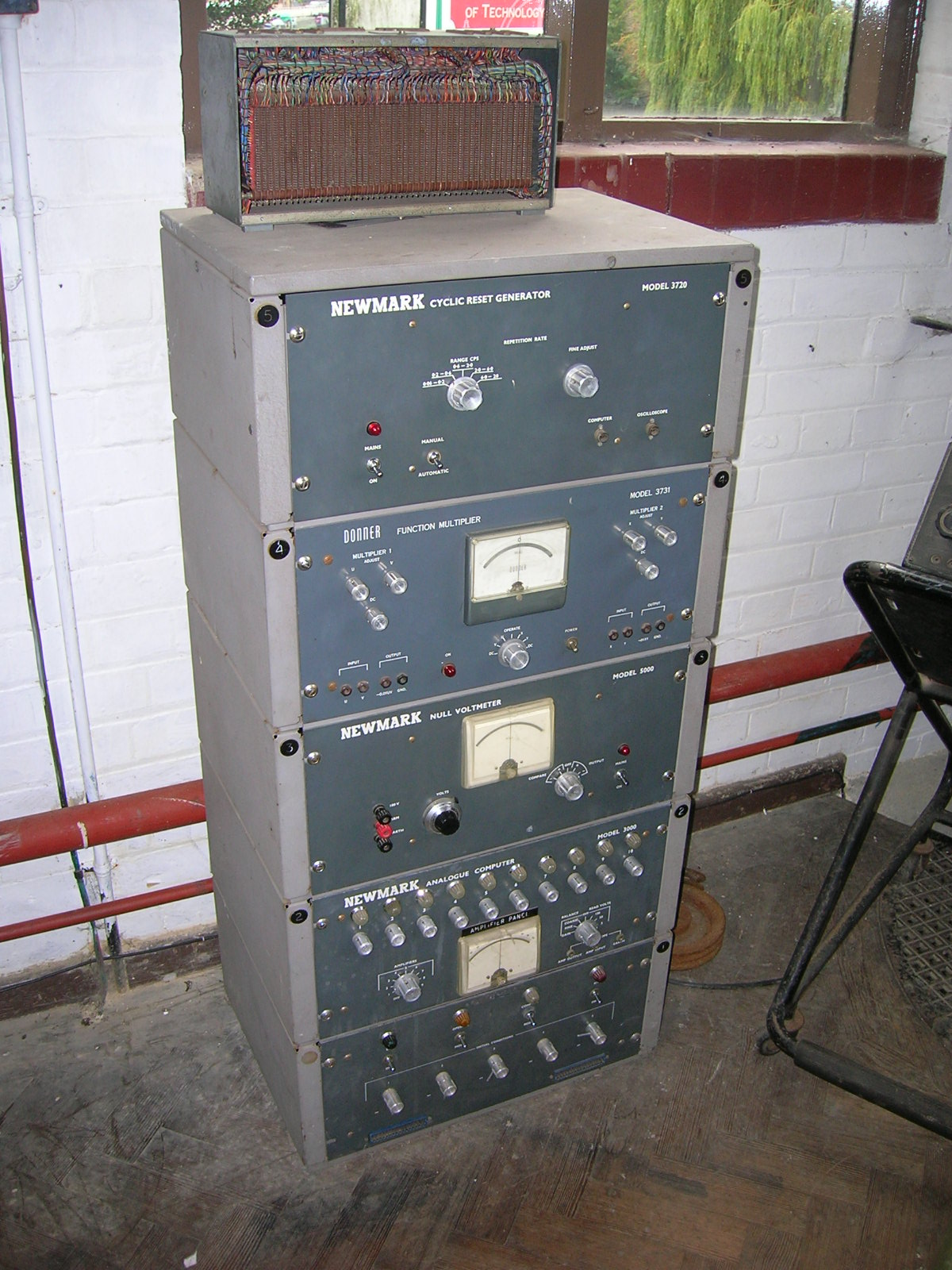
Elektronischer Newmark-Analogrechner (1960)
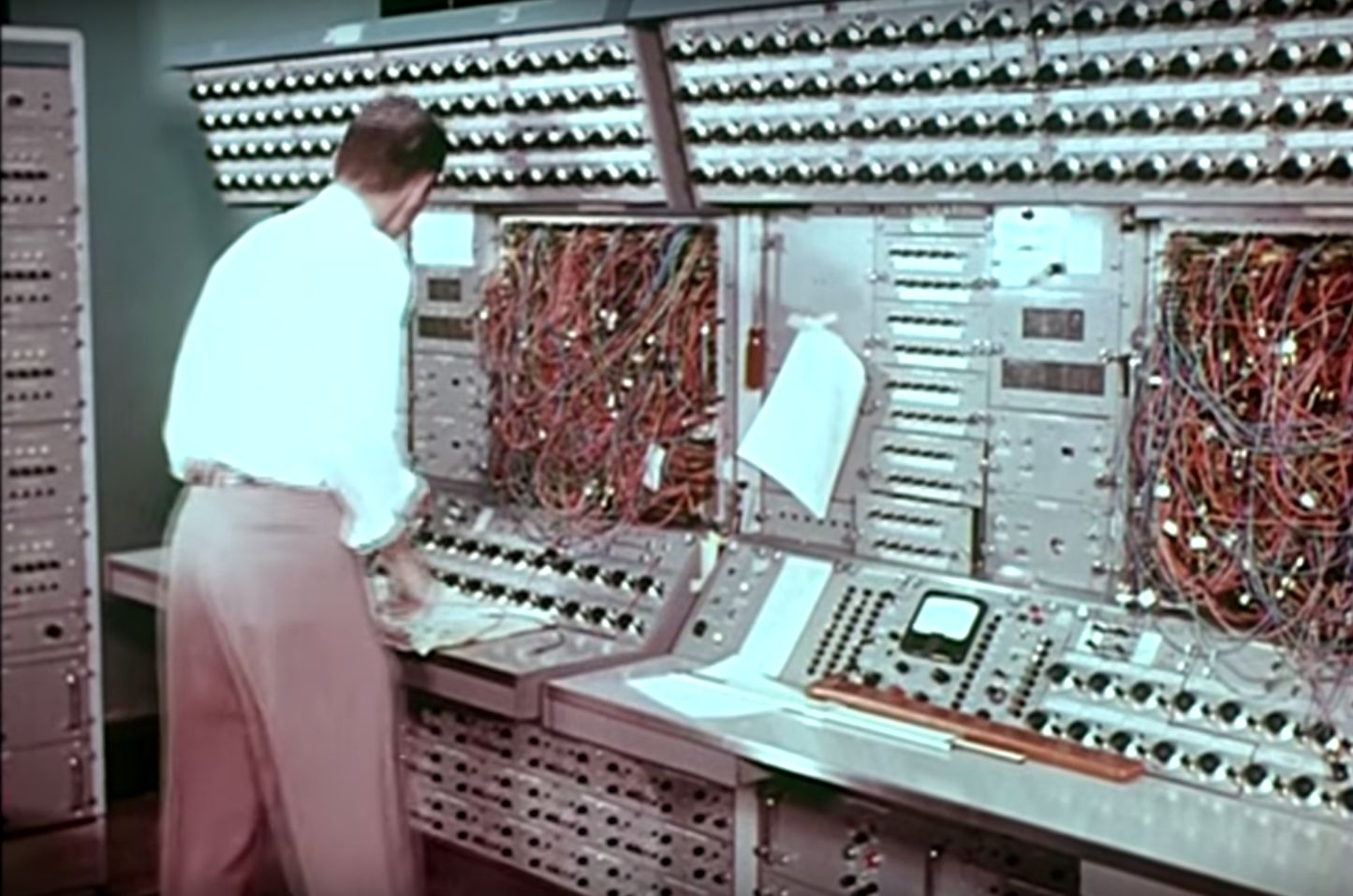
Analogrechner PACE 231R für Simulation des Experimentalflugzeugs X-15
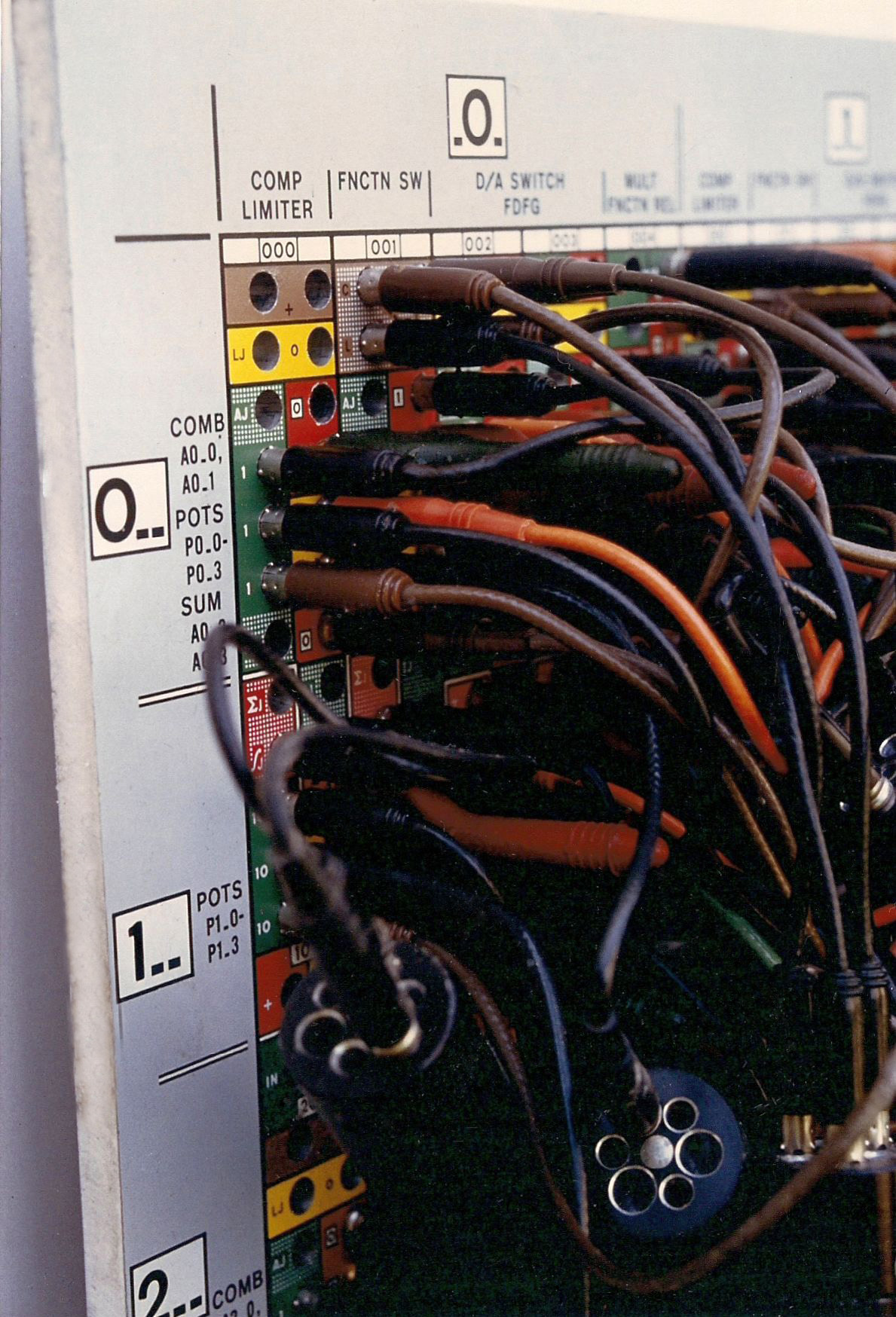
Schaltbrett des Hybridrechners EAI-8800 zur Simulation eines Rad-Schiene-Systems (1985)
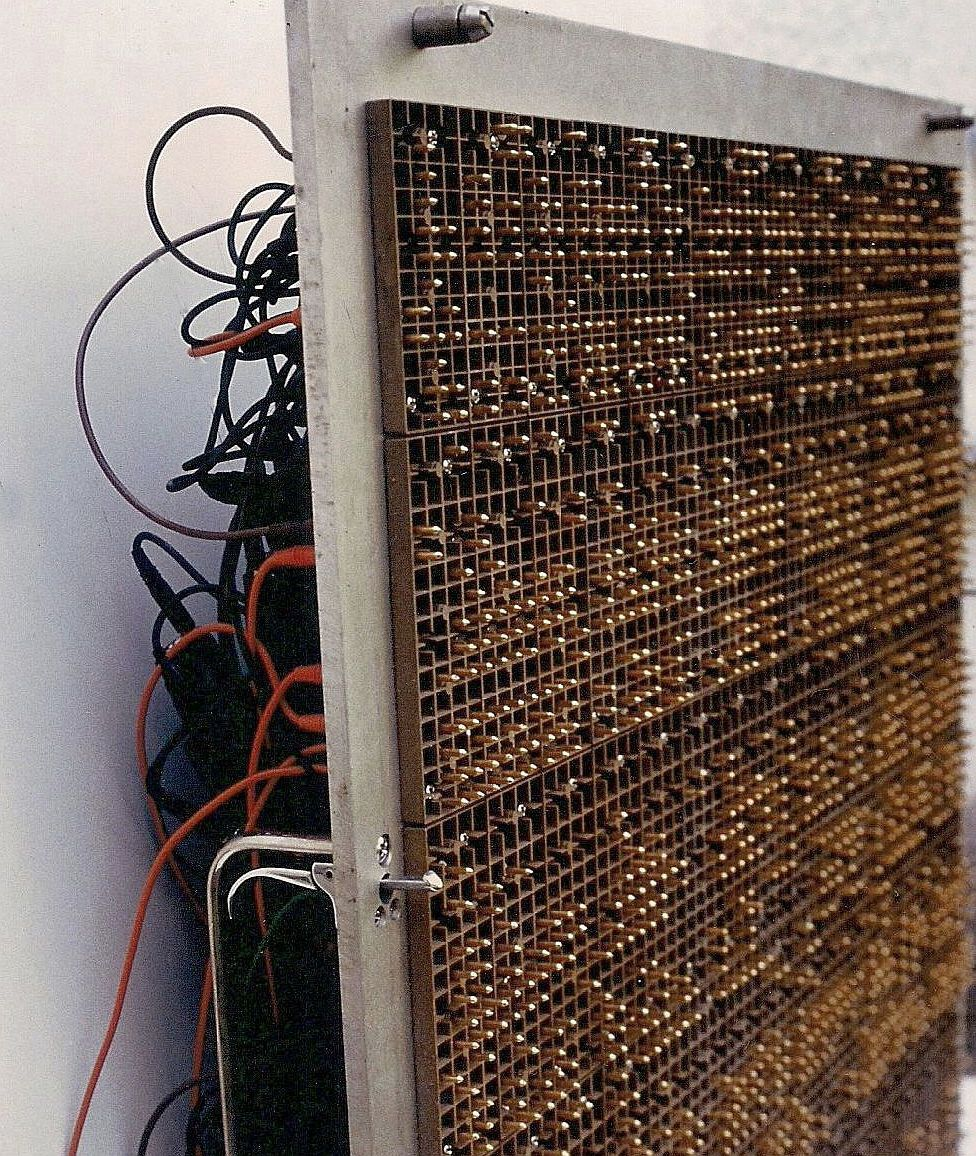
Schaltbrett des Hybridrechners EAI-8800 (Rückansicht der Kontaktebene)

### Beispiel: Zellulärer Automat

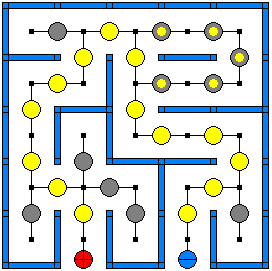
Analogschaltung für einen Irrgarten

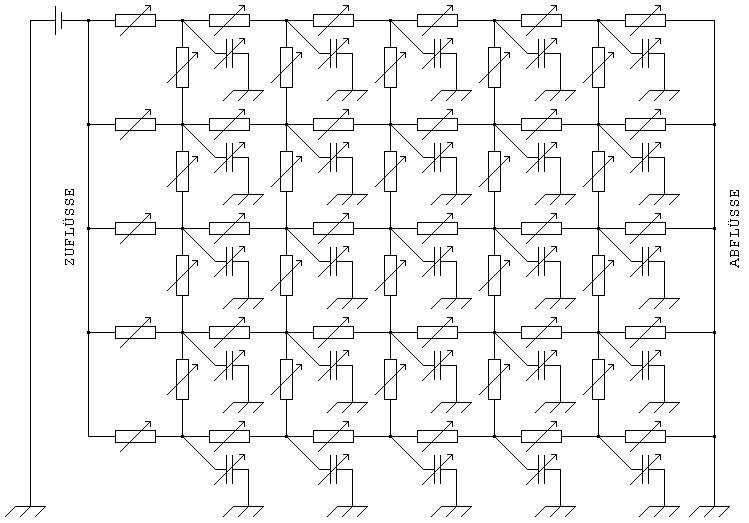
Analogschaltung für Grundwasser

In der Frühzeit der Entwicklung elektronischer Analogrechner gab es Ansätze, Probleme durch das Bilden direkter Analogien mit Hilfe hauptsächlich passiver Elemente wie Widerständen, Kondensatoren und Spulen anzugehen.
Die Wege durch einen Irrgarten können mit einem Netzwerk von Widerständen entsprechend der jeweiligen Teillänge eines Abschnitts modelliert werden. Wenn man eine Spannung zwischen dem Eingang und dem Ausgang anlegt, findet man den kürzesten Weg, indem man an jeder Gabelung die Richtung mit dem größten Stromfluss nimmt. Das Grundprinzip der Lösung beruht auf der Stromaufteilung durch ein Widerstandsnetzwerk mit parallelen und seriellen Elementen. Auf ähnliche Weise würde sich ein Wasserstrom den schnellsten Weg durch den Irrgarten suchen, sofern zwischen Eingang und Ausgang ein stetiges Gefälle vorliegt.
Funktionell weitergehend ist der Aufbau eines analogen zellulären Automaten zur Simulation von Grundwasserströmungen mit unterirdischen Speichern. Man stellte ein zweidimensionales Feld aus Kondensatoren zusammen, deren Kapazität dem Wasserspeichervermögen eines kleinen Teilgebietes des Bodens entsprach, und verband diese dann mit Widerständen mit ihren direkten Nachbarn, wobei die Leitfähigkeit der Widerstände der Wasserdurchlässigkeit des entsprechenden Teilgebietes des Bodens entsprach. Dazu kamen nun Quellgebiete als über Widerstände geregelte Spannungseinleitungen, und Brunnen als über Widerstände geregelte Spannungsableitungen. Die an den Knotenpunkten dieses Netzes gemessene Spannung des Kondensators (also das Integral der Summe aller Ladeströme) entsprach dann dem zu erwartenden Grundwasserstand, und die Ströme in den Widerständen entsprachen der zu erwartenden Grundwasserströmung.

### Beispiel: Schwingungsgleichung eines Federpendels

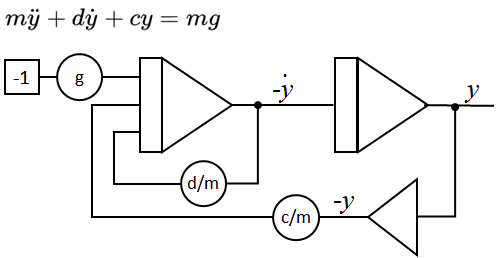
Analogrechenschaltung zur Simulation eines Federpendels (ohne Skalierung auf Maschineneinheiten)

Das Haupteinsatzgebiet von Analogrechnern ist das Lösen von Differentialgleichungen. Eine Schwingungsgleichung ist eine Differentialgleichung zweiter Ordnung, wie sie für ein Federpendel durch {\displaystyle m{\ddot {y}}+d{\dot {y}}+cy=mg} beschrieben wird. Hierbei ist {\displaystyle y} die vertikale Auslenkung einer Masse {\displaystyle m}, {\displaystyle d} die Dämpfungskonstante, {\displaystyle c} die Federkonstante und {\displaystyle g} die Erdbeschleunigung. Für den Analogrechner wird die Gleichung nach {\displaystyle {\ddot {y}}} aufgelöst und erhält damit die Form {\displaystyle {\ddot {y}}=-{\tfrac {d}{m}}{\dot {y}}-{\tfrac {c}{m}}y-g}. Die zugehörige Rechenschaltung benötigt zwei Integrierer mit den Zustandsgrößen {\displaystyle -{\dot {y}}} für die Geschwindigkeit bzw. {\displaystyle y} für die Position der Masse, einen Summierer für die Invertierung von {\displaystyle y} auf {\displaystyle -y} und drei Potentiometer für die Koeffizienten. Diese Komponenten werden durch insgesamt acht Steckkabel verbunden. Hierbei ist zu berücksichtigen, dass Integrierer und Summierer eines Analogrechners die Eingangssignale ebenso wie Operationsverstärker invertieren.
Die notwendigen Skalierungen auf Maschineneinheiten ergeben sich intuitiv durch die Größenordnungen der physikalischen Zustandsgrößen (in den physikalischen Einheiten {\displaystyle m} bzw. {\displaystyle {\tfrac {m}{s}}}) bzw. durch die Quotienten der Koeffizienten in Verbindung mit wählbaren Eingangsverstärkungen der Integrierer (typisch 1, 10, 100). Die Lösung ergibt eine linear gedämpfte Schwingung mit einer stabilen Endlage bei {\displaystyle y={\tfrac {m}{c}}g} aufgrund der irdischen Schwerkraft und der Federkonstante.

### Beispiel: Sinuslauf eines Rad-Schiene-Systems

Animierte Darstellung des Sinuslaufs

Das dynamische Verhalten eines Drehgestells in einem Rad-Schiene-System erfordert ein komplexes nichtlineares Simulationsmodell. Bei höheren Geschwindigkeiten neigt das System zum Schwingen, dem sog. Sinuslauf, und sogar, bei ungenügender Auslegung, zu Instabilität. Der Kontakt zwischen dem Rad und der Schiene ist aufgrund der Profilierung des Spurkranzes, der das Entgleisen verhindert, nichtlinear und die Freiheitsgrade sind miteinander gekoppelt. Ein Eisenbahnwaggon mit zwei Drehgestellen hat ca. 50 bis 70 Zustandsgrößen und ist daher selbst mit dem größten Hybridrechner EAI-8800 nicht mehr darstellbar. Dessen Simulation erfordert daher das Zusammenschalten von mehreren Hybridrechnern und das Multiplexen der Kräfte an einem Rad, um damit die Zustandsgrößen der Radsätze eines Drehgestells zu ermitteln. Mit dem zugeordneten Digitalrechner wurden Optimierungsrechnungen durch Variationen der Parameter der Hybridsimulation durchgeführt, um ein möglichst verschleißarmes und stabiles Laufverhalten zu erzielen.

## Hybridrechner
Gegen Ende der 1960er Jahre wurden auch vermehrt so genannte Hybridrechner entwickelt und eingesetzt, die über digitale und analoge Rechenwerke verfügten, um so die Vorteile beider Techniken, der analogen sowie der digitalen zu vereinigen. Diese Kopplung ermöglichte erweiterte Simulationsmöglichkeiten mit komplexen Kennfeldern oder Optimierungsverfahren mit Variation von Parametern. Die Umwandlung zwischen den Darstellungsarten mit kontinuierlichen (meist elektrische Spannungen) beziehungsweise numerischen Werten erfolgte mit Analog-Digital- beziehungsweise Digital-Analog-Wandlern.
Heutzutage gibt es den Ansatz digitalelektronische Analogrechner in der Form von DDAs auf FPGAs zu implementieren. Diese sind, anders als analogelektronische Analogrechner, aus digitalen Rechenelementen aufgebaut und bedingen daher auch eine digitale Datenverarbeitung auf der Ebene der einzelnen Rechenelemente werden aber, genauso wie klassische Analogrechner, auf der Basis eines mathematischen Modells verbindungsprogrammiert und funktionieren inherent parallel. Ein großer Vorteil ist, dass zur parallelen (gleichzeitigen) Ausführung aller Rechenvorgänge auch die Möglichkeit einer beliebigen Genauigkeit und beliebiger Funktionsbildung hinzukommt. Außerdem lassen sich so auch partielle Differentialgleichungen einfacher lösen als dies mit Analogelektronik der Fall ist. Zudem wird, wie bei Analogelektronik, kein Algorithmus benötigt, um komplexe Gleichungen abzubilden und zu verarbeiten. Nachteil ist jedoch die Notwendigkeit für hohe Taktfrequenzen und ein damit verbundener höherer Energieverbrauch sowie die Notwendigkeit der Implementation eines geeigneten Integrationsverfahrens. Außerdem arbeiten solche Computer trotzdem langsamer als analogelektronische Rechenschaltungen.
Modulare Synthesizer entsprechen in ihrem Aufbau elektronischen Analogrechnern.
Berühmte Hersteller von mathematischen Instrumenten waren Amsler (Schaffhausen), Coradi (Zürich) und Ott (Kempten). Integrieranlagen stammten z. B. von Telefunken, Amsler und Contraves.

## Beispiele für konkrete Analogrechnermodelle
- Kerrison-Feuerleitrechner
- MONIAC
- Navigationsrechner E6-B
- Norden-Bombenzielgerät
- THE ANALOG THING
- Torpedovorhaltrechner
- Torquetum
- Wasserintegrator